# サワーキャベツ
サワーキャベツ (英語: Whole sour cabbage、セルビア・クロアチア語: Kiseli kupus u glavicama、「(発酵して) 酸味のあるキャベツの塊」の意)はルーマニアやハンガリーの他、ボスニア、クロアチア、セルビア、マケドニア、ブルガリアといったバルカン半島諸国の料理で一般的な、キャベツを発酵させた保存食である。ドイツのザワークラウトに似ているが、ザワークラウトはキャベツを繊切りにしたり千切ったものを乳酸発酵させるのに対し、サワーキャベツはキャベツを丸のまま、しかも数週間にわたって発酵させる点が異なる。特徴的な酸味は乳酸発酵により生じた乳酸によるもので、酢を使ったり煮たりすることもない。通常は各家庭の食糧庫で、大きな樽にキャベツを丸ごと入れ、塩水と海塩で漬けて作られる。 

## 製法
外側の葉と芯を取り除いたキャベツに塩を振り、樽にできるだけ密に詰め込んで、4-6%程度の塩を入れた水をひたひたになるよう注ぐ。内部に塩が行き渡るよう、芯を抜いたところに塩を詰めたりもする。キャベツが常に塩水に漬かるよう重石をし、時々漬け汁を樽の底から抜き取り、それを上からかけて漬け直す。漬け汁は必要に応じて加えるが、その際必ず塩を入れる。塩分濃度が高いと発酵が遅くなるが、逆に塩分濃度が不十分だと痛んでしまう。気温が高いときには発酵が進みすぎないよう塩分を高めにしなければならない。発酵は16-22°Cで行うが、18-20°Cが最適である。低温で発酵させると香りが良くなる。発酵に関与する菌としては、ロイコノストック・メセンテロイデス、ラクトバクテリウム・ブレビス、エンテロコッカス・ファエカリス、ペディオコッカス・セレビシエ、ラクトバクテリウム・プランタルムなどが知られる。

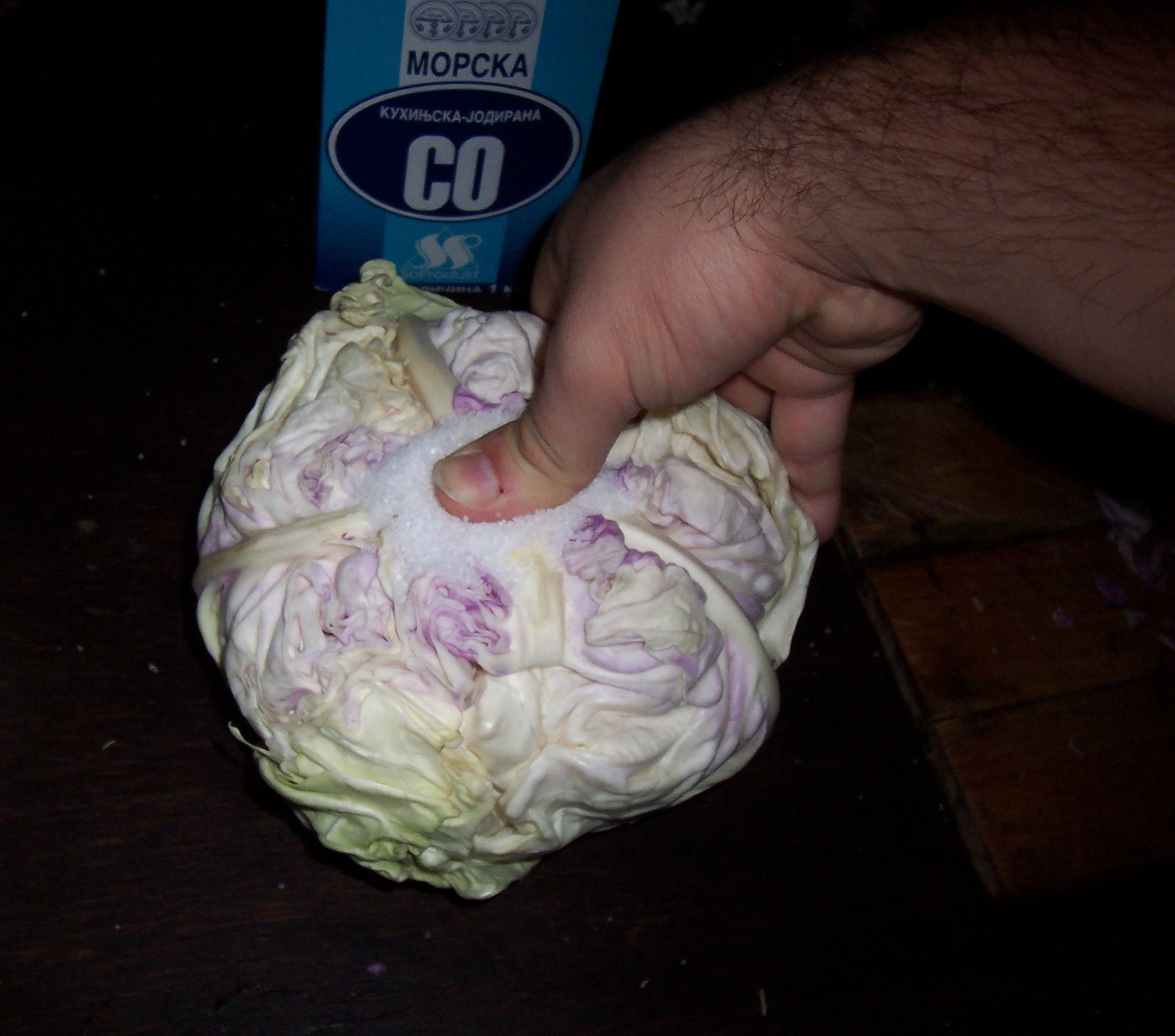
キャベツの芯を抜き、そこに塩を詰め込む
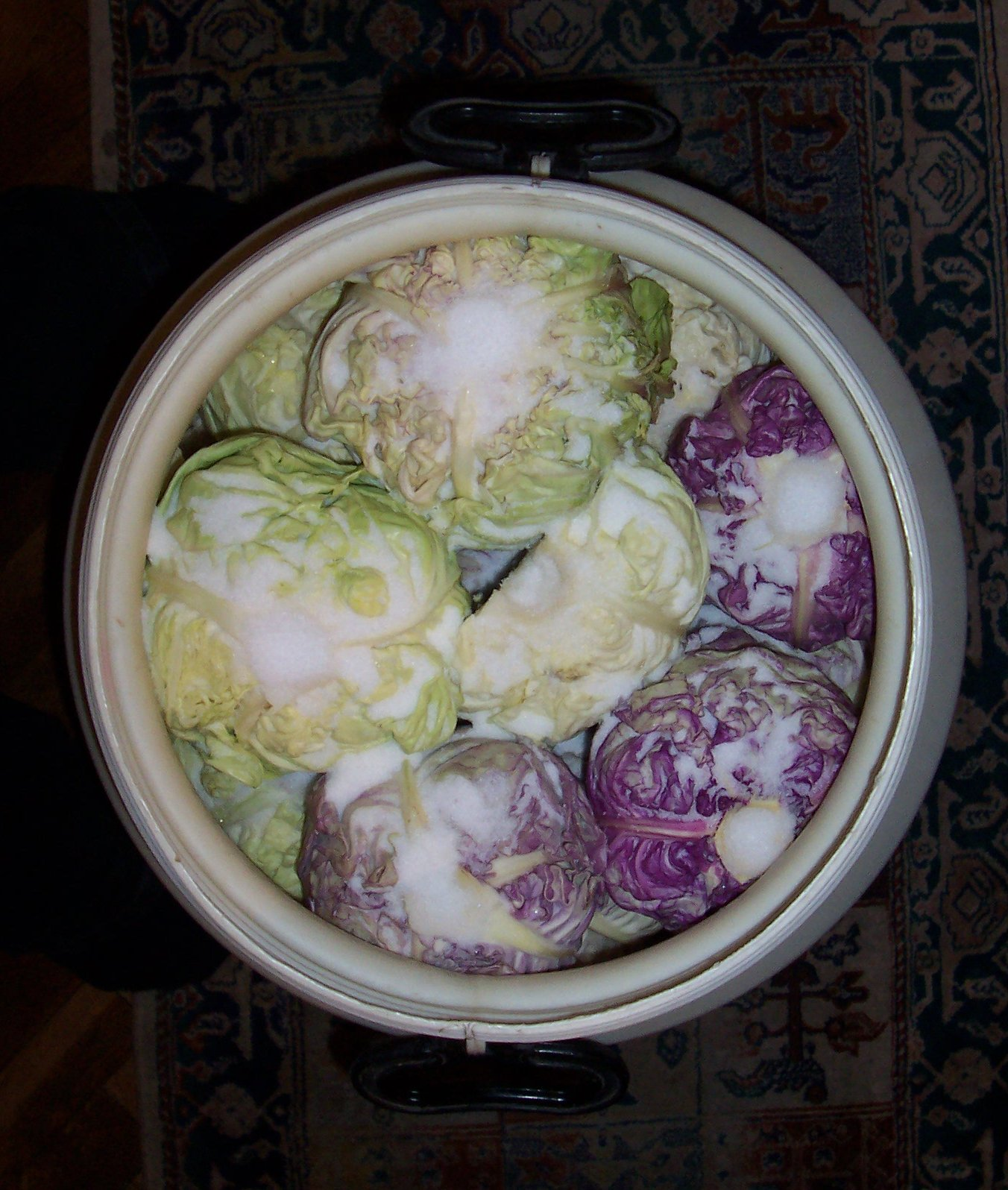
キャベツを詰めた樽

## 利用
サワーキャベツはボスニア、ブルガリア、クロアチア、ルーマニア、セルビアでは非常に一般的な食品で、主に冬場にそのまま食べるか、あるいは料理の具材として利用される。生では冬のサラダの定番として、パプリカパウダー (aleva paprika) または黒コショウをかけるか、あるいはそのままで食べる。料理の具材としてはロールキャベツ風の料理であるサルマで実を巻くのに使われることが多いが、ポドヴァラックなど他のさまざまな料理に利用する。 

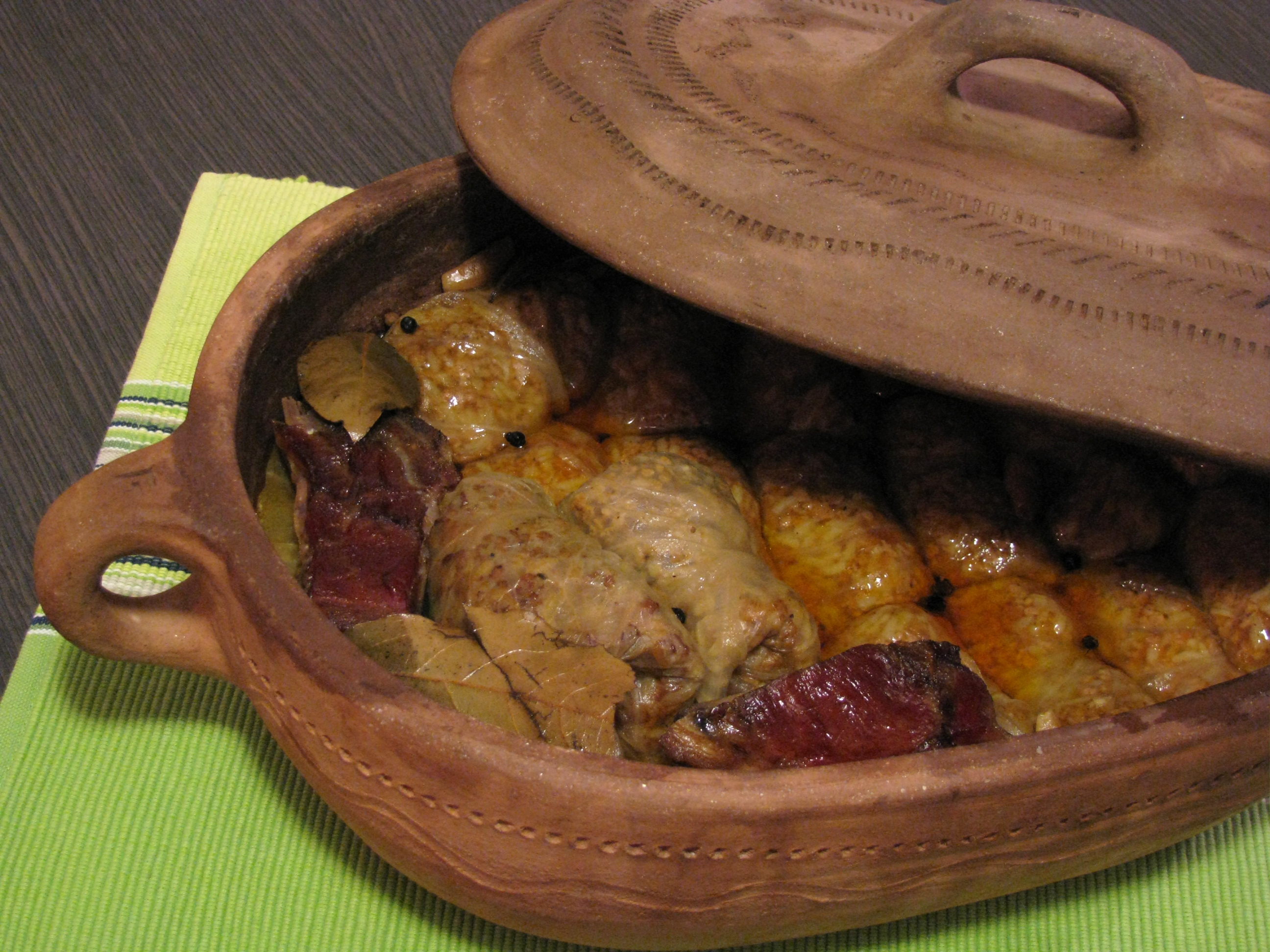
サルマ
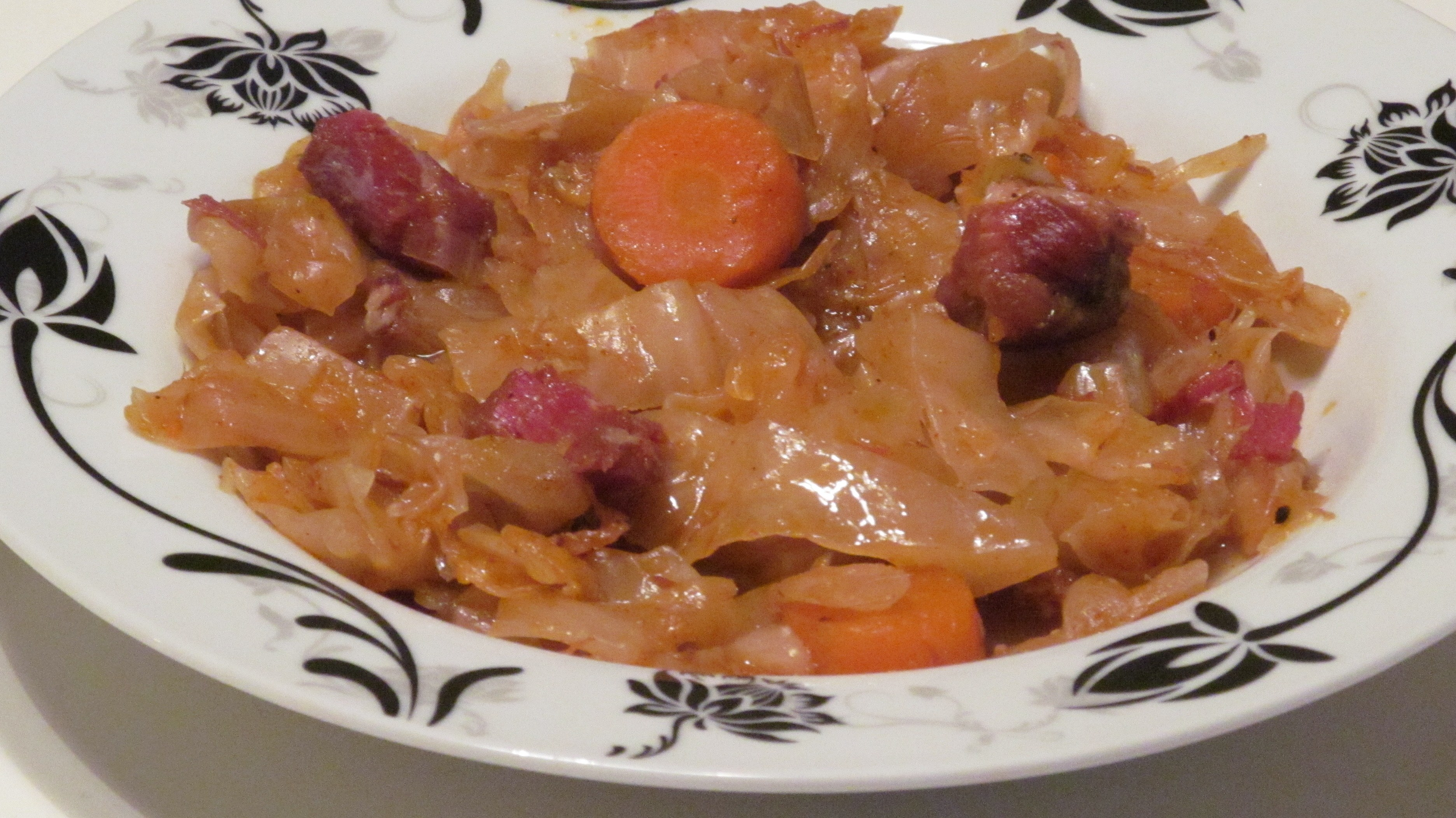
ポドヴァラック